# Tasimelteon
Tasimelteon este un medicament sedativ și hipnotic, fiind utilizat în tratamentul tulburărilor ritmului nictemeral. Calea de administrare disponibilă este cea orală.

## Utilizări medicale
Tasimelteon este utilizat în tratamentul tulburărilor de ritm nictemeral non-24 de ore (Non-24) la pacienții adulții nevăzători care nu percep lumina.
Medicamentul a fost inițial dezvoltat pentru a fi utilizat în tratamentul insomniilor, însă s-a observat în faza a III-a studiilor clinice faptul că ar putea fi utilizat pentru tulburările de somn ale ritmului circadian.

## Mecanism de acțiune
Tasimelteon este un agonist al receptorilor pentru melatonină, având afinitate mare de legare pentru receptorii MT1 și MT2.